# ماهی‌خورک سفیدآبی
ماهی‌خورک سفیدآبی (نام علمی: Todiramphus diops) نام یک گونه از سرده تودی‌منقارها است.